# Шенак-Сен-Сёрен-д’Юзе
Шена́к-Сен-Сёре́н-д’Юзе́ (фр. Chenac-Saint-Seurin-d’Uzet) — коммуна во Франции, находится в регионе Пуату — Шаранта. Департамент коммуны — Шаранта Приморская. Входит в состав кантона Коз. Округ коммуны — Сент.
Код INSEE коммуны — 17098.

## Население
Население коммуны на 2010 год составляло 612 человек.
| 1962 | 1968 | 1975 | 1982 | 1990 | 1999 | 2010 |
| ---- | ---- | ---- | ---- | ---- | ---- | ---- |
| 832  | 795  | 721  | 667  | 599  | 575  | 612  |